# Асимметричный ответ
«Асимметричный ответ» — термин, впервые применённый Михаилом Горбачёвым после оглашения Соединёнными Штатами своей программы стратегической оборонной инициативы.
Что на самом деле стояло за «асимметричным ответом», было долгое время неизвестно из-за грифа секретности. Как выяснилось позже, предполагалось сбивать американские спутники с помощью специально построенных наземных лазерных установок.
Уже после окончания холодной войны термин использовался в политике и в журналистике в качестве крылатого выражения, означающего нестандартный, оригинальный ответ на действия оппонента, как правило, на порядок более дешевый и, следовательно, делающий бесполезными траты противника. (Например, создание кумулятивных противотанковых снарядов есть яркий пример военно-технического асимметричного ответа, так как сделало бесполезным простое наращивание толщины стальной гомогенной танковой брони.)